# Parcmètre

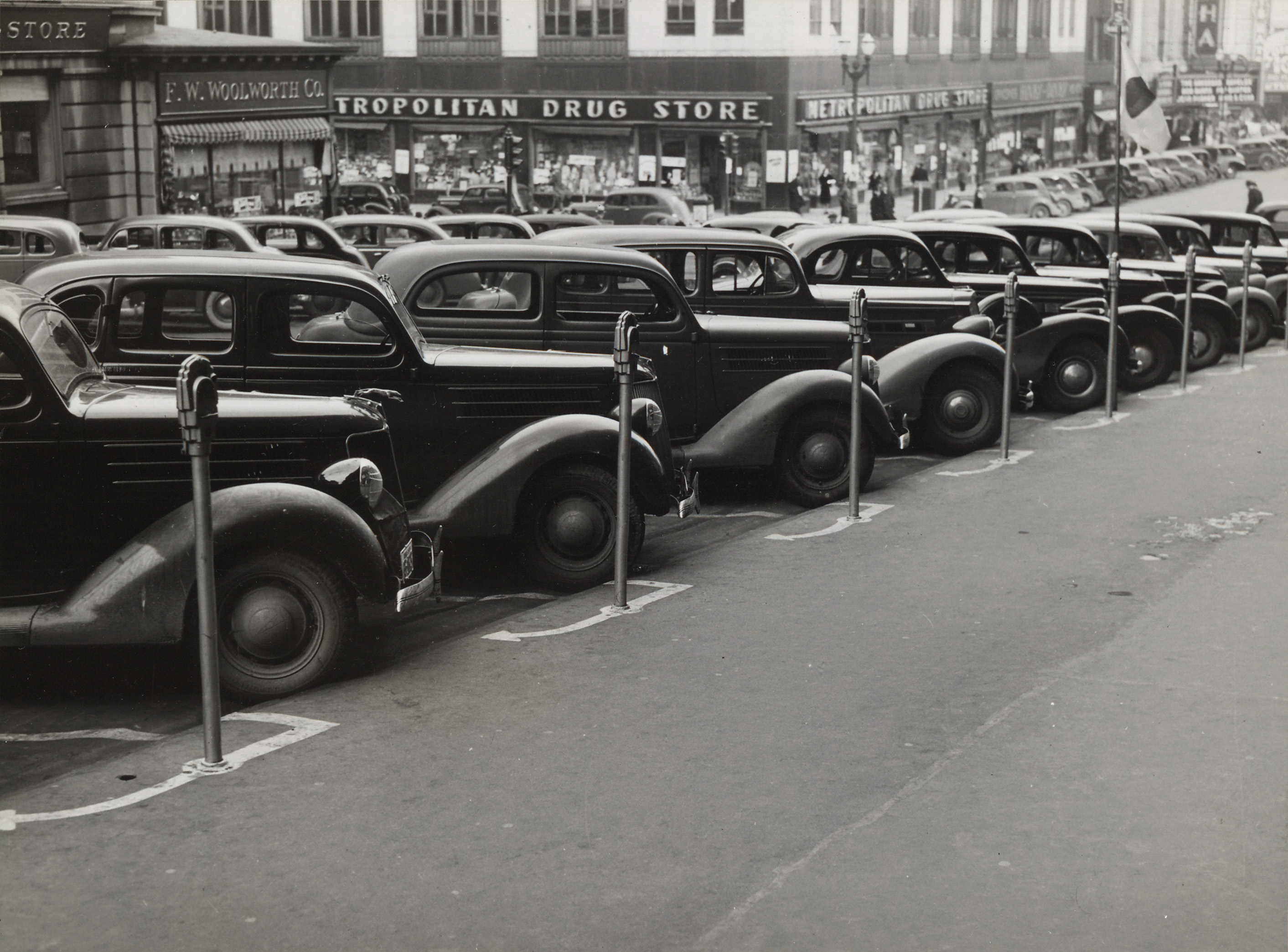
Parcmètres à Omaha, dans le Nebraska en 1938.

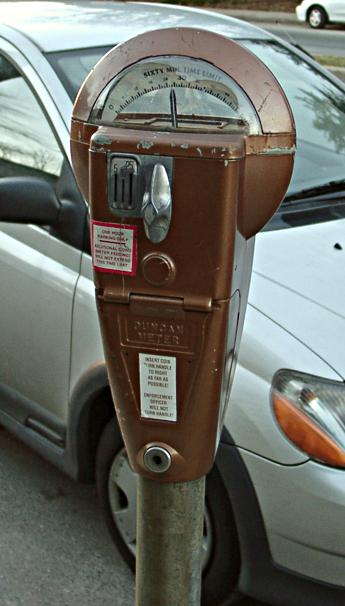
Parcmètre traditionnel aux États-Unis.

Le parcmètre, ou parcomètre, est un appareil collecteur d'argent en échange d'un droit de stationnement d'un véhicule sur un emplacement routier (parking) pour une durée limitée.

## Histoire
Le parcmètre fut inventé par Carl Magee, et fut installé sur la voie publique pour la première fois le 16 juillet 1935, à Oklahoma City, aux États-Unis. Il visait à décourager le stationnement long dans les quartiers commerçants et à encourager le stationnement dans les grands parkings dédiés ou dans les garages individuels. Après Oklahoma City d'autres villes font rapidement de même : en janvier 1939, 100 villes en ont installé et en 1945 environ 200 000 unités sont implantées dans 431 communes. Ensuite, il a rapidement été adopté par de nombreuses villes européennes, canadiennes puis dans les pays riches du reste du monde . À Paris, les parcmètres sont mis en service le 6 octobre 1971.
Afin de réguler le stationnement en ville, les pouvoirs publics ont mis en place dans la plupart des pays la gestion du stationnement payant. Cela permet de créer des recettes supplémentaires pour les autorités locales. Les parcmètres ont été de plus en plus remplacés par des horodateurs qui deviendront ensuite autonomes (alimentés par un panneau photovoltaïque)[Quand ?].

## Le parcmètre dans la culture populaire
C'est pour avoir vandalisé des parcmètres que le personnage du film Luke la main froide (1967) est condamné aux travaux forcés.
Le parcmètre est un élément récurrent de la série de bande dessinée Gaston. Gaston Lagaffe tentera de détruire tous les parcmètres du quartier durant une « guerre des parcmètres » qui l'oppose à l'agent de police Joseph Longtarin. Franquin, auteur de la série, déclara détester lui-même les parcmètres. Le journal Spirou ira dans le sens de Franquin en imprimant des autocollants destinés à être collés à l’arrière des voitures : « Tu as payé pour rouler, maintenant paye pour t’arrêter » y proclamait Gaston.